# Al-Mutawakkil (Abbasside)
Pour les articles homonymes, voir al-Mutawakkil.
Ja`far al-Mutawakkil ben al-Mu`atasim bi-llâh ben Hârûn ar-Rachîd ou Al-Mutawakkil, né en 822 d'une esclave nommée Chajâ`a,, est le dixième calife abbasside qui succède à son frère Al-Wāt̠iq en 847 et règne jusqu'à son assassinat le 11 décembre 861 par un soldat turc aux ordres de son fils, al-Muntasir, à Al-Ja`fariyya où il est enterré.
Il rejeta le mutazilisme et imposa la tradition sunnite du Coran incréé. Le tribunal inquisitorial créé par Al-Ma'mūn et chargé du contrôle de l'orthodoxie religieuse : la mihna est dissoute. Il met ainsi fin à la tentative inaugurée par Al-Ma'mūn à partir de 813 d'imposer un islam rationaliste, opposé à l'intégrisme et relativement libéral, appelée par la suite période de l'Épreuve ou d'inquisition.

## Biographie

### Le bâtisseur
À l'inverse de son père et de son frère, Al-Mutawakkil n'est pas connu pour son intérêt pour les sciences et les arts, mais pour son désir de magnificence et son goût  de bâtisseur. On lui doit la construction de la grande mosquée de Samarra qui fut en son temps la plus grande du monde. Son minaret conique en spirale de 55 m de haut est unique en son genre et ses murs étaient décorés de panneaux de mosaïques bleues. Cette mosquée ne représente qu'une partie des agrandissements de Samarra dans un ancien parc de chasse hérité des Lakhmides. On dit qu'Al-Mutawakkil y a fait  construire environ 20 palais faisant de l'emplacement actuel de Samarra un des plus vastes sites archéologiques.
Parmi les projets de construction d'Al-Mutawakkil, il y a la ville d'Al-Ja`fariyya construite sur les rives du Tigre. Un canal devait y amener l'eau du fleuve, le travail a été confié à deux courtisans ignorant les calculs d'un ingénieur local de bonne réputation. Ils ont préféré ceux de l'astronome et écrivain  Al-Farghanī qui n'était pas un spécialiste du génie civil et qui commit des erreurs. L'eau ne pouvait couler dans ce canal que lorsque le fleuve était proche de déborder. Si ces nouvelles avaient été révélées au calife, cela aurait signifié la décapitation pour toutes les personnes concernées. L'intervention de l'ingénieur Sind ben `Alî a permis le succès de l'opération bien que ce soit au risque de sa vie. Al-Mutawakkil est mort avant d'être mis au courant de cette affaire.

### La politique religieuse
Al-Mutawakkil avait tendance à se mêler de controverses religieuses ce qui s'est traduit par son attitude à l'égard de certaines minorités. Son père s'était montré tolérant à l'égard des imams chiites qui prêchaient à Médine, Al-Mutawakkil a poursuivi cette politique pendant les premières années de son règne. La réputation d'`Alî al-Hadî allait grandissante, aussi le gouverneur de Médine, `Abd Allah ben Muħammad, se sentit obligé d'en avertir le calife suggérant qu'un coup d'État était en train de se préparer. Al-Mutawakkil invita l'imam à venir à Samarra, une invitation telle qu'on ne peut la refuser. À Samarra l'imam a été mis en résidence surveillée et espionné. Al-Mutawakkil n'a fait aucun autre acte de répression contre l'imam. C'est son successeur qui peu après sa mort a fait empoisonner l'imam et a mené une politique répressive contre les chiites.
Les actions contre les chiites ne se sont pas limitées à la résidence surveillée d'`Alî al-Hadî. Al-Mutawakkil a fait raser les tombeaux d'Hasan et d'Husayn, puis labourer le sol et y semer du blé. Il menaçait d'emprisonnement les pèlerins qui voulaient visiter les mausolées de Karbala. D'un autre côté il affichait un grand respect pour les premiers califes, y compris les omeyyades, ce qui lui valait le soutien des Syriens.
Al-Mutawakkil avait une dévotion personnelle pour l'étude de la sunna. Il s'est ensuivi qu'au cours de son règne le rationalisme imposé par Al-Ma’mūn a été renversé. La question du caractère divin et incréé ou non, du Coran a été résolue en adoptant la position traditionnelle sunnite.

### Le décret de 850
Al-Mutawakkil a rencontré le théologien byzantin Cyrille, qui avait été envoyé par l'empereur Michel III pour renforcer les relations diplomatiques entre l'Empire et le Califat.
Sur ce sujet aussi Al-Mutawakkil a pris le contrepied de ses prédécesseurs. Il a appliqué une politique de discrimination à l'égard des minorités religieuses. En 850, il promulgue un décret imposant aux dhimmis le port d'insignes divers et d'un costume couleur miel, allant jusqu'à exiger que les esclaves de ces dhimmis soient immédiatement identifiables dans les places de marché. 
Ces décrets prévoyaient aussi la destruction de toutes les églises et les synagogues construites depuis l'avènement de l'islam. Il a fait confisquer une maison habitée par des chrétiens ou des juifs sur dix, il était précisé que si le lieu s'y prêtait il devait être transformé en mosquée sinon il devait rester ouvert. Les autres maisons devaient être identifiées par des images en bois représentant des démons cloués sur la porte.
Ces décrets stipulaient que les tombes des chrétiens et des juifs ne devaient pas dépasser du niveau du sol montrant ainsi qu'elles n'étaient pas celles de musulmans. Al-Mutawakkil destitua tous les juifs et les chrétiens qui avaient des responsabilités politiques ou administratives. Il fut interdit aux musulmans de les instruire. Toutes ces règles constituaient certainement un moyen de désigner les « infidèles » à la vindicte populaire.
En dépit de toutes ces réformes, le règne d'Al-Mutawakkil fait partie de « l'âge d'or des Abbassides », il est sans doute le dernier grand calife de la dynastie.

### La place des Turcs
Al-Mutawakkil a poursuivi la politique consistant à s'appuyer sur des ministres et des militaires esclaves turcs pour réprimer les rébellions et mener les guerres hors de l'empire. Ainsi il a pu prendre aux Byzantins la Sicile. Son principal vizir a été le Turc Al-Fath ben Khagan.
Cette relation avec les Turcs s'est retournée contre lui. Un de ses généraux turcs a été assassiné. Cela et sa répression contre les chiites finit par le rendre impopulaire.

### Sa mort et sa succession
Al-Mutawakkil avait écarté son fils aîné Al-Muntasir de la succession et songeait à son second fils Al-Mutazz. Non seulement Al-Muntasir était l'objet de manques de respect lorsqu'il apparaissait à la cour mais c'était son frère cadet qui présidait la prière lorsque le calife en était empêché. Un jour où Al-Mutawakkil était ivre — n'aimant que la couleur jaune, il dégustait uniquement du vin jaune et de l'eau safranée accompagnés de melons et de citrons, dans une pièce de son palais de Jausak al-Khatani qu'il avait faite décorer avec du bois de santal citrin et du satin jaune —, il injuria Al-Muntasir si grossièrement que ce dernier décida d'en finir. Avec des commandants turcs qu'Al-Mutawakkil avait évincés, il organisa la mort de son père. Al-Mutawakkil a été tué à coups de sabre en compagnie de son favori à qui on a attribué le crime.
Ce parricide a eu lieu le 11 décembre 861 à Al-Ja`fariyya où il est enterré.